# 하동 쌍계사 청학루
하동 쌍계사 청학루(河東 雙磎寺 靑鶴樓)는 경상남도 하동군 화개면 운수리, 쌍계사에 있는 누각이다.
1983년 7월 20일 경상남도의 문화재자료 제45호 청학루로 지정되었다가, 2018년 12월 20일 현재의 명칭으로 변경되었다.

## 개요
쌍계사 내에 있는 누각으로 처음 스님이 되시는 분들의 수도장소로 사용되었다. 1930년에 쌍계사 주지 손민선사가 지었으며, 1985년에 지붕을 한차례 고쳤다.
2층 누각으로 지붕은 옆면에서 볼 때 사람 인(人)자 모양인 맞배지붕이다.

## 참고 문헌
- 하동 쌍계사 청학루 - 국가유산청 국가유산포털